# Cheilosia longula
Cheilosia longula es una especie de sírfido. Se distribuyen por el paleártico en Eurasia.